# Maria Franciszka od Pięciu Ran Jezusa
Maria Franciszka od Pięciu Ran Jezusa OFS, właśc. wł. Anna Maria Gallo (ur. 25 marca 1715 w Neapolu, zm. 7 października 1791) – włoska tercjarka franciszkańska, mistyczka i stygmatyczka, święta Kościoła katolickiego, dziewica.

## Życiorys

### Wczesna młodość
Anna Maria Gallo urodziła się w rodzinie kupca w Neapolu. Kiedy miała 16 lat, ojciec próbował zmusić ją do małżeństwa z bogatym młodzieńcem. Jednak Anna Maria odmówiła i poprosiła go o zgodę na wstąpienie do zakonu. Dzięki pomocy znajomego księdza, ojciec przychylił się do prośby córki.

### Życie duchowe i zakonne
8 września 1731 wstąpiła do Trzeciego Zakonu Świętego Franciszka. Przyjęła imię zakonne Maria Franciszka od Pięciu Ran Jezusa.
Została obdarzona stygmatami. Doświadczała także mistycznych cierpień i umartwień.

### Śmierć
Zmarła śmiercią naturalną 7 października 1791. Została pochowana w klasztorze Santa Lucia al Monte w Neapolu. W tym sanktuarium znajduje się również grób innego świętego z jej czasów, Jana Józefa od Krzyża.

## Kult
12 listopada 1843 papież Grzegorz XVI ogłosił ją błogosławioną, a 29 czerwca 1867 papież Pius IX dokonał jej kanonizacji.
Według kalendarza liturgicznego Kościoła katolickiego jej wspomnienie obchodzone jest 6 października. W III Zakonie, jak i w Kościele, ma rangę wspomnienia dowolnego.